# チャンネル7
チャンネル7（タイ語：ช่อง 7）は、タイで最初の地上波テレビチャンネルである。クリット・ラタナラックが社長を務める、バンコク放送テレビ協会 (บริษัท กรุงเทพโทรทัศน์และวิทยุ จำกัด) が運営する。